# Armoriale dei comuni del libero consorzio comunale di Agrigento
Questa pagina contiene le armi (stemmi e blasonature) del Libero consorzio comunale di Agrigento e dei suoi 42 comuni.
| Stemma                          | Comune e blasonatura | Gonfalone e/o Bandiera |
| ------------------------------- | --- | ---------------------- |
|                                 | Agrigento D'azzurro, ai tre giganti Encelado, Fama e Ceo posti ignudi, in maestà, uno accanto all’altro, la figura centrale femminile e le due laterali maschili, sostenuti da un piedistallo e sostenenti con le braccia levate una piattaforma merlata su cui posano tre torri, il tutto d’oro, la torre di destra merlata di cinque pezzi, caricata da una croce ottagona di nero, la centrale di altezza maggiore a pianta ottagonale, merlata di sette pezzi, finestrata a bifora di nero sulla facciata di mezzo, con un’Ostia Eucaristica movente dalla sommità e caricata del trigramma YHS crocettato nella lettera centrale di nero, la torre sinistra merlata di cinque pezzi e caricata dalle lettere greche maiuscole lamba delta omega e dalla legenda abbreviata S M DI GN dello stesso. Sotto lo scudo, su lista bifida svolazzante d’azzurro, il motto a lettere maiuscole di nero: SIGNAT AGRIGENTUM MIRABILIS AULA GIGANTUM. Ornamenti esteriori da Città. D.P.R. del 25 novembre 2019 Gonfalone: drappo di bianco bordato d'azzurro, riccamente ornato da ricami d’oro e caricato dallo stemma e dal motto sopra descritti con l’iscrizione centrata in oro, recante la denominazione della Città. Le parti di metallo ed i cordoni saranno dorati. L’asta verticale sarà ricoperta di velluto dei colori del drappo, alternati, con bullette dorate poste a spirale. Nella freccia sarà rappresentato lo stemma della Città e sul gambo inciso il nome. Cravatta con nastri tricolorati dai colori nazionali frangiati d’oro. D.P.R. del 25 novembre 2019 | Gonfalone Bandiera     |
|                                 | Alessandria della Rocca Aquila coronata portante in petto lo scudo inquartato : nel quarto superiore a destra vaiato; nel quarto superiore a sinistra tre stelle; in quello inferiore a destra una testa di leone; nel quarto inferiore a sinistra un giglio; nel centro un leone rampante Art. 9 dello statuto comunale di Alessandria della Rocca Gonfalone: drappo in velluto di colore rosso bruno, sul quale è ricamato lo stemma del Comune Art. 9 dello statuto comunale di Alessandria della Rocca |                        |
|                                 | Aragona D'azzurro al leone d'oro, lampassato di rosso, con la fascia d'argento attraversante, caricato di quattro torte, di rosso. Ornamenti esteriori da Comune R.D. del 24 agosto 1928, RR.LL.PP. del 21 gennaio 1929 Gonfalone: drappo d'azzurro… R.D. del 19 ottobre 1933, RR.LL.PP. del 9 aprile 1934 |                        |
|                                 | Bivona Scudo recante al suo interno due rami intrecciati di quercia e di ulivo e da uno stemma, sormontato da una corona, raffigurante nella parte superiore una mezza luna calante e nella parte inferiore un granchio. |                        |
|                                 | Burgio D'azzurro, al leone d'argento, poggiante con le zampe anteriori su di una colonna fondata su di un ristretto di terreno, il tutto al naturale, e sormontata da una corona all'antica d'oro D.C.G dell'11 settembre 1931 Drappo partito di bianco e di rosso, riccamente ornato di ricami d’argento e caricato dallo stemma sopra descritto con l’iscrizione centrata in argento, recante la denominazione del Comune. Le parti di metallo ed i cordoni saranno argentati. L’asta verticale sara ricoperta di velluto dei colori del drappo, alternati, con bullette argentate poste a apirale.Nella freccia sara rappresentato lo stemma del Comune e sul gambo inciso il nome. Cravatta con nastri tricolorati dai colori nazionali frangiati di argento. D.P.R. del 2 settembre 1997 |                        |
|                                 | Calamonaci D'azzurro, alla gemella in fascia d'argento, accompagnata da un monte all'italiana di tre cime di verde movente dalla punta. D.P.R. del 17 giugno 1975 Gonfalone: drappo partito di bianco e di azzurro… D.P.R. del 17 giugno 1975 |                        |
|                                 | Caltabellotta Interzato in palo: nel 1º troncato: a) d'oro a 6 gigli posti nell'orlo; b) d'azzurro seminato di gigli d'oro alla bordura scaccata d'argento e di rosso di 16 pezzi; sul tutto uno scudetto di rosso a 6 barrette d'oro, poste in orlo caricate in cuore ad uno scudetto d'argento caricato di cinque quadratini di azzurro 2-1-2; nel secondo troncato: nel primo partito a) d'oro al leone rivolto di rosso; nel 2º inquartato alla croce di Sant'Andrea, d'oro a tre pali di rosso e d'argento all'aquila nera coronata d'oro; b) d'azzurro seminato di gigli d'oro, sul tutto uno scudetto d'azzurro orlato di rosso a tre gigli d'oro, posti 2-1; al terzo d'oro a 6 palle poste 1-2-2-1, la palla superiore d'azzurro caricata di tre gigli d'oro, le altre di rosso. Ornamenti esteriori da Comune. D.C.G. dell'8 marzo 1936 Gonfalone: drappo di azzurro… |                        |
| Stemma con scudo ovale          | Camastra D'azzurro alla torre d'oro, torricellata d'un pezzo, fondata sulla pianura erbosa, accostata a destra da un cane barbone, ed a sinistra da un leone, entrambi seduti sulla pianura, volti verso i fianchi dello scudo, il leone rivoltato, e colla testa a destra, il tutto al naturale. Ornamenti esteriori di Comune secondo la popolazione. D.M. del 2 marzo 1880 Gonfalone: drappo partito di giallo e di azzurro… |                        |
|                                 | Cammarata Di azzurro, alla fanciulla in maestà, ignuda, di carnagione, capelluta di nero, i fianchi cinti dal velo di argento, il braccio destro proteso in sbarra, il braccio sinistro piegato in scaglione rovesciato, essa fanciulla in atto di allattare due serpenti di verde, il primo attorcigliato al braccio destro, il secondo in sbarra afferrato dalla mano sinistra della fanciulla; il tutto alla bordatura d'oro. Sotto lo scudo, su lista bifida e svolazzante di azzurro, il motto, in lettere maiuscole di nero, In Ceterum Dantes Nihil Inde Sperantes. Ornamenti esteriori da Comune. Gonfalone: drappo di bianco con la bordatura di azzurro… D.P.R. del 14 luglio 2008 |                        |
|                                 | Campobello di Licata D'azzurro, a 3 torri al naturale, merlate alla ghibellina aperte e finestrate del campo, poste a 1,2 e sormontate ciascuna da una stella di argento. Ornamenti esteriori del Comune Gonfalone: drappo di colore azzurro riccamente ornato di ricami d'argento e caricato nello stemma sopra descritto, con l'iscrizione centrata in argento: "Comune di Campobello di Licata". Concessione di stemma e gonfalone con R.D. del 12 marzo 1931, RR.LL.PP. del 15 ottobre 1931 |                        |
|                                 | Canicattì Campo di cielo, al Nettuno sdraiato, posto sopra un mare al naturale, movente dalla punta e sormontato da un angelo posto di fronte al naturale D.C.G del 29 aprile 1930 Gonfalone: drappo di verde… Concessione gonfalone con R.D. del 14 febbraio 1930, RR.LL.PP. del 17 dicembre 1931 |                        |
|                                 | Casteltermini Di rosso, all'aquila dal volo abbassato, con la testa rivolta, al naturale, caricata in petto di una torre e coronata, il tutto d'oro, posta sopra una lista bifida e svolazzante di argento con le lettere maiuscole M. D. C., di nero D.C.G del 2 giugno 1929 Gonfalone: drappo di velluto di seta, di colore cremisi, con in mezzo lo stemma civico ricamato. R.D. del 1º marzo 1934, RR.LL.PP. del 18 marzo 1935 |                        |
|                                 | Castrofilippo Di rosso, all'aquila spiegata d'argento, coronata d'oro, caricata in petto di uno scudetto partito; nel 1º di rosso, al castello di nero; nel 2º pure di rosso, a tre bande d'oro, alternate da sette rose dello stesso, poste 1, 3, 2, 1 D.C.G. del 27 maggio 1929 Gonfalone: drappo rettangolare di stoffa azzurra, terminato nella parte inferiore a tre bandoni a forma di vaio irregolare, il centrale più lungo, riccamente ornato con ricami d'argento e caricato dello stemma sopra descritto sormontato dell'iscrizione centrale in argento "COMUNE DI CASTROFILIPPO". La stoffa sarà inchiodata per il lato corto superiore ad una asta orizzontale con pomi artisticamente argentati alle due estremità e sospesa mediante lacci anch'essi argentati, con fiocchi simili pendenti dai due lati del gonfalone, ad altra asta verticale ricoperta di velluto azzurro con bullette di metallo bianco poste a spirale e ricamata da una freccia con gambo di metallo argentato con lo stemma del Comune stesso. |                        |
|                                 | Cattolica Eraclea D'azzurro, a tre vulcani vampanti, al naturale, nascenti dalla punta dello scudo, accompagnati in capo da una stella d'oro. R.D. del 9 aprile 1928, RR.LL.PP. del 10 agosto 1928 Gonfalone: drappo di rosso… |                        |
|                                 | Cianciana Interzato in fascia, fiancato a destra e a sinistra: A) partito, nel primo d'argento alla torre di rosso, chiusa e murata di nero, fondata sulla partizione, nel secondo di rosso al leone d'oro; B) d'azzurro a tre gigli d'oro, due e uno; C) d'oro a sei gigli di nero, tre e tre; D) sul fianco destro, troncato nel primo d'azzurro a tre gigli d'oro, due e uno; nel secondo alla torre di rosso, spostata a destra, e a tre gigli d'oro, ordinati in palo, spostati a sinistra; E) sul fianco sinistro, d'argento a sei palle d'azzurro, uno, due, due, uno. Ornamenti esteriori da Comune. D.P.R. del 2 marzo 1984 Gonfalone: Drappo di colore rosso caricato dell'arma sopra descritta e ornato di ricchi fregi d'argento. |                        |
|                                 | Comitini Troncato semipartito: il PRIMO, di argento, all'aquila di nero, rivoltata, allumata di rosso, accompagnata in punta dalla data 1793, di nero, le prime due cifre a destra della coda dell'aquila, le altre due a sinistra; il SECONDO, di azzurro, alla fascia diminuita, di argento, cimata dalla testa e collo del leone d'oro, allumato e linguato di rosso, in profilo; il TERZO, di rosso, ai due picconi con i ferri al naturale, con le punte aguzze esterne, i manici di verde decussati, attraversati da tre spighe di grano, impugnate, d'oro. Sotto lo scudo, su lista bifida e svolazzante di argento, il motto, in lettere maiuscole di nero, Honos et Virtus. D.P.R. del 21 ottobre 2004 Gonfalone: Drappo di giallo |                        |
|                                 | Favara Campo di cielo, al castello moresco con cupola d'oro, finestrato nel campo ed aperto di verde, fondato su roccia al naturale, ai piedi del quale sgorga tra la roccia una vena d'acqua gorgogliante, distendentesi in un laghetto, il tutto al naturale. D.C.G del 23 aprile 1931 Gonfalone: drappo di colore azzurro riccamente ornato di ricami d'argento e caricato dallo stemma comunale con l'iscrizione centrata in argento: "Comune di Favara". R.D. del 17 aprile 1930, RR.LL.PP. del 18 gennaio 1932 |                        |
| Versione presente sul gonfalone | Grotte Partito: nel primo d'azzurro alla gru rivoltata al naturale, la zampa destra appoggiata su una palla; nel secondo d'oro scaccato di quattro di verde. Gonfalone: drappo di azzurro… |                        |
|                                 | Joppolo Giancaxio Un cerchio con all'interno una corona posta sopra uno scudo diviso in tre bande contenenti dei simboli. Lungo le circonferenze è riportata la scritta "UNIVERSITAS JOPPULENSIS". Gonfalone: drappo di bianco… |                        |
|                                 | Lampedusa e Linosa Di rosso, al leopardo illeonito d'oro, afferrante con le zampe anteriori la rotella dello stesso, poggiante la zampa posteriore sinistra sulla pianura di azzurro; al capo d'oro, caricato di quattro pali di rosso. Ornamenti esteriori da Comune. D.P.R. del 2 settembre 1988 Gonfalone: drappo partito di giallo e di azzurro… | Gonfalone Bandiera     |
|                                 | Licata All'aquila, di nero, al volo abbassato caricata in petto d'uno scudo d'azzurro al castello torricellato di quattro pezzi d'oro e finestrato di nero, sorgente dalla campagna di azzurro, ondata di nero e di argento. D.C.G del 7 dicembre 1939 Gonfalone: drappo di rosso… |                        |
|                                 | Lucca Sicula Di rosso, a tre bisanti d'oro disposti 2, 1. D.P.R. n. 1 del 24 luglio 1967 |                        |
|                                 | Menfi Un'aquila romana grigia con le ali aperte tenente uno scudo quadripartito sormontato da una corona. Nel primo riquadro dello scudo a fondo blu vi è raffigurata una pianta di vite; con la scritta Inicum; nel secondo con fondo celeste un castello con la scritta Burgium Millusium; nel terzo a fondo oro una pianta di palma nana; nel quarto a fondo blu una pianta di sommacco. Gonfalone: drappo di azzurro… |                        |
|                                 | Montallegro Partito di argento e di rosso; al capo d'oro, caricato di un leone di nero, nascente dalla partizione. Ornamenti esteriori di Comune R.D. del 19 luglio 1929, RR.LL.PP. del 20 novembre 1930 Gonfalone: drappo partito di rosso e di bianco… |                        |
|                                 | Montevago Un'aquila ricamata in oro in primo piano, tenendo stretto fra le zampe un piccolo scudo fondo blu con croce bianca poggiati sulla verde pianura. Sullo sfondo vi sono due grandi montagne in una delle quali si innalza un pennacchio. Gonfalone: drappo partito di rosso e di bianco, riccamente ornato di ricami d'argento e caricato dallo stemma comunale con la iscrizione centrata in argento, recante la denominazione del Comune. Le parti di metallo ed i cordoni saranno argentati. L'asta verticale sarà ricoperta di velluto dei colori del drappo, alternati, con bullette argentate poste a spirale. Nella freccia sarà rappresentato lo stemma del Comune e sul gambo inciso il nome. Cravatta con nastri tricolorati dai colori nazionali frangiati d'argento. |                        |
|                                 | Naro Campo di cielo, a tre torri con fiamme uscenti dalla cima, poste su tre colli moventi dalla punta, il tutto al naturale. D.C.G del 30 ottobre 1929 Arma antica: d'azzurro, con cinque lune di argento ordinate 2, 2 e 1, accompagnate nel capo da una stella d'oro Notizie storiche in Famiglie nobili di Sicilia Gonfalone: drappo di azzurro… |                        |
| Stemma in uso                   | Palma di Montechiaro Uno scudo ovale coronato, con bordo in filato oro, recante tre colli sormontati da tre palme color verde in campo azzurro; al lato sinistro, fronda d'olivo con drupe ovali in filato oro; al lato destro, fronda di lauro in filato oro: entrambe le fronde dipartentisi dal fiocco alla base per dispiegarsi fino alla corona superiore. Regio decreto del 6 maggio 1928 Gonfalone: drappo di azzurro… | Gonfalone Bandiera     |
|                                 | Porto Empedocle Campo di cielo, al castello e porto, fondati sul mare, il tutto al naturale, sormontato dalla scritta "malo mori quam foedari". Gonfalone: drappo di colore azzurro riccamente ornato di ricami d'argento e caricato dallo stemma sopra descritto con l'iscrizione centrata in argento: "Comune di Porto Empedocle". Le parti di metallo ed i cordoni sono argentati. L'asta verticale è ricoperta di velluto azzurro con bullette argentate poste a spirale. Nella treccia è rappresentato lo stemma del Comune e sul gambo inciso il nome. Cravatta e nastro tricolorati dai colori nazionali frangiati di argento. |                        |
|                                 | Racalmuto Campo di cielo, alla torre quadrata al naturale, aperta e finestrata, merlata alla ghibellina, fondata su terrazzo di verde, addestrata da colline, pure al naturale, sull'ultima delle quali un castello, di fronte alla torre un giovane di carnagione con la mano destra alzata invitante il silenzio. Sotto lo scudo, su lista svolazzante d'azzurro, il motto in caratteri d'argento Universitas Racalmuti obmutui et silui cor meum enituit. Gonfalone: drappo partito, d'azzurro e di bianco, riccamente ornato di ricami d'argento e caricato dallo stemma comunale con l'iscrizione centrata in argento: Comune di Racalmuto. Le parti di metallo ed i cordoni saranno argentati. L'asta verticale sarà ricoperta di velluto dei colori del drappo, alternati, con bullette argentate poste a spirale. Nella freccia sarà rappresentato lo stemma del Comune e sul gambo inciso il nome. Cravatta e nastri tricolorati dai colori nazionali frangiati d'argento. Concessione di stemma e gonfalone con D.P.R. del 12 maggio 1970, iscritto nel registro araldico dell'archivio centrale il 6 luglio 1970 |                        |
|                                 | Raffadali Lo stemma comunale ha origine dal blasone della famiglia dei principi di Montaperto. Fu rielaborata la simbologia dello stemma araldico della famiglia che era costituito da: spaccato semipartito nel 1º d'azzurro a quattro sbarre trasverse insieme a nove rose poste in posizione 1, 2, 3, 2, 1 in colore argento. Nel 2º di rosso alla mezza aquila d'argento si muove dalla divisione a destra. Nel 3º tinto d'azzurro con cinque file color oro. Nel cimiero si trova un cavaliere armato che ha l'armatura in colore argento, con la lancia in resta, e cavalca un cavallo bianco che galoppa nel rosso delle fiamme scaturenti una montagna. La divisa è costituita dal motto: Ad astra. Gonfalone: drappo di rosso… |                        |
|                                 | Ravanusa D.P.C.M. del 3 agosto 1962 |                        |
|                                 | Realmonte Interzato in palo, nel 1º d'oro a tre sbarre d'azzurro; al capo di rosso caricato di tre gigli, male ordinati, d'oro. Nel 2º troncato, nel 1º d'azzurro, a tre toni d'oro, male ordinate, le due inferriate terrazzate di verde; nel 2º d'oro, al leone, fermo, rivoltato, al naturale; il tutto è abbassato sotto un capo d'argento, caricato di un gallo nero, crestato e bardato di rosso, rivoltato. Nel 3º di rosso, ad un cardo, gambuto e fogliato accompagnato in punta da un monte di palle il tutto d'oro. Segni esterni di Comune. Gonfalone: Drappo rettangolare cadente, terminante con bordo a tre angoli rientranti con frangia d'argento. Il drappo sarà appeso ad un'asta orizzontale portata a sua volta da un'asta centrale tenuta da due cordoni d'argento. Alle estremità dell'asta orizzontale penderanno due cordoni con fiocchi d'argento. Il gonfalone sarà del colore d'azzurro, caricato dell'arma sopra descritta con in alto il nome del Comune. |                        |
|                                 | Ribera D'azzurro, al monte di tre cime di verde su cui sorge una torre d'oro, merlata alla ghibellina, mattonata, aperta e finestrata di nero sinistrata da un sole raggiante, pure d'oro. Motto: allavan signat alba R.D. del 27 febbraio 1928, RR.LL.PP. del 5 luglio 1928 Gonfalone: drappo di azzurro… |                        |
|                                 | Sambuca di Sicilia D'azzurro, all'arpa d'oro sormontata da una stella d'argento D.C.G del 27 maggio 1929 Gonfalone: stendardo di colore azzurro e di forma rettangolare |                        |
|                                 | San Biagio Platani Troncato: nel 1º d'oro, ad un leone di nero nascente dalla partizione, caricato di una stella d'argento e sormontato da un lambello di rosso; nel 2º scaccato di argento e di rosso R.D. del 20 luglio 1928, RR.LL.PP. del 13 dicembre 1928 Gonfalone: drappo di rosso… |                        |
|                                 | San Giovanni Gemini D'azzurro, al leone rampante d'oro coronato dello stesso, sostenente con le branche anteriori uno stendardo di rosso a lista bifida svolazzante caricato di tre giglio d'oro, doppi, astato di nero, addestrato nel canton destro della punta da due branche di leone recise poste in croce di Sant'Andrea. D.C.G del 15 marzo 1934 Gonfalone: drappo d'azzurro… |                        |
|                                 | Sant'Angelo Muxaro Testa di un arabo di carnagione con turbante sormontato da una mezza luna Art. 6 dello statuto comunale di Sant’Angelo Muxaro | Gonfalone Bandiera     |
|                                 | Santa Elisabetta Interzato in fascia: il 1º partito; a) d'argento all'avambraccio di carnagione movente dalla punta, vestito di rosso, b) di nero, al leone d'argento; il 2º pure partito; a) d'oro a tre gigli d'azzurro (2-1), b) d'argento a tre fasce di nero; il 3º di nero a otto gigli d'argento (3-3-2). Il tutto è fiancheggiato: a destra troncato; a) di verde a quattro gigli d'oro (1-2-1), b) d'azzurro a sei gigli d'oro (2-2-2); a sinistra di argento a sei palle di rosso (1-2-2-1). Ornamenti esteriori da Comune. D.P.R. del 7 settembre 1971 Gonfalone: drappo di bianco… |                        |
|                                 | Santa Margherita di Belice Di rosso , alla fascia ondata d'argento, accompagnata in capo da una margherita d'oro a sette petali. Ornamenti esteriori da Comune. D.P.R. del 7 gennaio 1956 Gonfalone: drappo trinciato di bianco e di rosso… | Gonfalone in uso       |
|                                 | Santo Stefano Quisquina Interzato in palo, il centrale più largo: il primo troncato: a) di argento a quattro gigli di nero disposti 1, 2, 1; b) d'azzurro a sei plinti d'oro disposti 2, 2, 2; il secondo interzato in fascia: a) partito: d'oro alla torre di rosso, murata di nero, merlata di quattro alla guelfa e d'azzurro ad un leone d'oro; b) d'argento a tre trifogli di verde disposti 2, 1; c) d'oro a nove gigli d'azzurro disposti 3, 3, 3; il terzo di rosso a sei palle d'argento disposte 1, 2, 2, 1. Ornamenti esteriore da Comune Gonfalone: Drappo partito di rosso e di bianco riccamente ornato di ricami d'argento e caricato dello stemma sopra descritto con l'iscrizione centrata in argento: Comune di Santo Stefano Quisquina DPR n. 3171 del 23 luglio 1981 |                        |
|                                 | Sciacca Lo stemma del Comune raffigura “un cavaliere armato di lancia, che corre verso il castello dalle tre torri, illuminato dal sole”; sotto lo stemma compare la scritta “S.P.Q.S.” acronimo di “Senatus Populus Que Saccensis“. Statuto comunale di Sciacca Gonfalone: drappo di verde… |                        |
|                                 | Siculiana Semitroncato partito; al 1º di rosso a cinque monti d'argento fiammeggianti di rosso moventi dalla punta, al 2º secondo d'argento; al 3º d'oro con un gatto nero passante Gonfalone: drappo d'azzurro… |                        |
|                                 | Villafranca Sicula D'oro, a quattro pali di nero, alla gemella in fascia di rosso attraversante (proposta di blasonatura) D.C.G del 16 luglio 1936 Gonfalone: Drappo partito di rosso e di giallo, riccamente ornato di ricami d'argento e caricato dallo stemma comunale con l'iscrizione centrata in argento, recante la denominazione del Comune. Le parti di metallo ed i cordoni saranno argentati. L'asta verticale sarà ricoperta di velluto dei colori del drappo, alternati, con bullette argentate poste a spirale. Nella freccia sarà rappresentato lo stemma del Comune e sul gambo inciso il nome. Cravatta con nastri tricolorati dai colori nazionali frangiati d'argento D.P.R. del 18 luglio 2006 | Gonfalone Bandiera     |